# Unleash
 (décembre 2023).
La mise en forme du texte ne suit pas les recommandations de Wikipédia : il faut le « wikifier ».
Les points d'amélioration suivants sont les cas les plus fréquents. Le détail des points à revoir est peut-être précisé sur la page de discussion.
- Les titres sont pré-formatés par le logiciel. Ils ne sont ni en capitales, ni en gras.
- Le texte ne doit pas être écrit en capitales (les noms de famille non plus), ni en gras, ni en italique, ni en « petit »…
- Le gras n'est utilisé que pour surligner le titre de l'article dans l'introduction, une seule fois.
- L'italique est rarement utilisé : mots en langue étrangère, titres d'œuvres, noms de bateaux, etc.
- Les citations ne sont pas en italique mais en corps de texte normal. Elles sont entourées par des guillemets français : « et ».
- Les listes à puces sont à éviter, des paragraphes rédigés étant largement préférés. Les tableaux sont à réserver à la présentation de données structurées (résultats, etc.).
- Les appels de note de bas de page (petits chiffres en exposant, introduits par l'outil «  Source ») sont à placer entre la fin de phrase et le point final[comme ça].
- Les liens internes (vers d'autres articles de Wikipédia) sont à choisir avec parcimonie. Créez des liens vers des articles approfondissant le sujet. Les termes génériques sans rapport avec le sujet sont à éviter, ainsi que les répétitions de liens vers un même terme.
- Les liens externes sont à placer uniquement dans une section « Liens externes », à la fin de l'article. Ces liens sont à choisir avec parcimonie suivant les règles définies. Si un lien sert de source à l'article, son insertion dans le texte est à faire par les notes de bas de page.
- La présentation des références doit suivre les conventions bibliographiques. Il est recommandé d'utiliser les modèles {{Ouvrage}}, {{Chapitre}}, {{Article}}, {{Lien web}} et/ou {{Bibliographie}}. Le mode d'édition visuel peut mettre en forme automatiquement les références.
- Insérer une infobox (cadre d'informations à droite) n'est pas obligatoire pour parachever la mise en page.

Pour une aide détaillée, merci de consulter Aide:Wikification.
Si vous pensez que ces points ont été résolus, vous pouvez retirer ce bandeau et améliorer la mise en forme d'un autre article.
Albums de Band-Maid
Unseen World
(2021) Epic Narratives
(2024)
Unleash est le deuxième EP du groupe de rock japonais Band-Maid. L'EP a été publié par Pony Canyon le 21 septembre 2022 et contient huit titres, dont le single principal "Sense". Il a débuté à la neuvième place de l'Oricon Albums Chart, se vendant à 7 590 exemplaires au cours de la première semaine.

## Composition
"Corallium" est la première composition lyrique de Saiki Atsumi. La parolière habituelle du groupe Miku Kobato a également écrit des paroles pour la chanson, mais ce sont celles d'Atsumi qui ont été retenues. La chanson parle de l'océan, dont elle a peur et qui est similaire à l'amour selon elle.
"Influencer" parle des femmes qui vivent leur vie à travers les médias sociaux et veulent être belles tout le temps. Lorsque Kanami Tōno écrivait la chanson, elle savait qu'elle voulait inclure un long solo de basse. La batteuse Akane Hirose a consciemment voulu inclure une batterie au son simple et intense, sans trop de complexité.
"Hate?" est la plus ancienne chanson de Unleash, elle a été écrite deux ans plus tôt en tant que morceau instrumental. Quand Saiki Atsumi a entendu la démo de Kanami Tōno pour cette chanson, Saiki a pensé que Kanami était en colère à propos de quelque chose, ce qu'elle a nié, disant qu'elle avait l'image d'une explosion. Les paroles ont été écrites à une époque où Saiki Atsumi voyait beaucoup d'histoires d'infidélités dans les médias. Miku Kobato a également écrit des paroles pour la chanson, mais ce sont celles de Saiki Atsumi qui ont été choisies.

## Liste des chansons
Musique composée par Band-Maid.
| Liste des chansons de Unleash | Liste des chansons de Unleash | Liste des chansons de Unleash | Liste des chansons de Unleash | Liste des chansons de Unleash | Liste des chansons de Unleash | Liste des chansons de Unleash | Liste des chansons de Unleash | Liste des chansons de Unleash | Liste des chansons de Unleash |
| No                            | Titre                         | Durée                         |                               |                               |                               |                               |                               |                               |                               |
| ----------------------------- | ----------------------------- | ----------------------------- | ----------------------------- | ----------------------------- | ----------------------------- | ----------------------------- | ----------------------------- | ----------------------------- | ----------------------------- |
| 1.                            | From Now On                   | 3:46                          |                               |                               |                               |                               |                               |                               |                               |
| 2.                            | Balance                       | 3:09                          |                               |                               |                               |                               |                               |                               |                               |
| 3.                            | Unleash!!!!!                  | 3:10                          |                               |                               |                               |                               |                               |                               |                               |
| 4.                            | Sense                         | 3:24                          |                               |                               |                               |                               |                               |                               |                               |
| 5.                            | I'll                          | 4:07                          |                               |                               |                               |                               |                               |                               |                               |
| 6.                            | Corallium                     | 3:54                          |                               |                               |                               |                               |                               |                               |                               |
| 7.                            | Influencer                    | 3:23                          |                               |                               |                               |                               |                               |                               |                               |
| 8.                            | Hate?                         | 3:37                          |                               |                               |                               |                               |                               |                               |                               |
| 28:33                         |                               |                               |                               |                               |                               |                               |                               |                               |                               |

### DVD/Blu-ray (Limited Edition)
| No | Titre                             | Durée |
| -- | --------------------------------- | ----- |
| 1. | Unleash!!!!! (Music video)        |       |
| 2. | From Now On (Music video)         |       |
| 3. | Unleash!!!!! (Instrumental video) |       |
| 4. | Sense (Instrumental video)        |       |

## Personnel
Band-Maid
- Saiki Atsumi – chant
- Miku Kobato – guitare rythmique, chant
- Kanami Tōno – guitare solo
- Misa – basse
- Akane Hirose – batterie